# YouTube Poop
Un YouTube Poop (YTP), también conocido como YouTube Poop Hispano (YTPH) en el caso de los países hispanohablantes, es un mashup creado con fines humorísticos, surrealistas, profanos, molestos, confusos, impactantes, de détournement o dramáticos de youtubers. Pese a que el nombre implica el uso de YouTube como plataforma principal, estos se pueden cargar en otros sitios como Newgrounds, Vimeo y Dailymotion (generalmente por razones relacionadas con los derechos de autor o los lineamientos de la comunidad de YouTube).

## Técnicas
Un YTP típico usa efectos visuales y auditivos para alterar el trabajo subyacente. Algunos de estos videos pueden involucrar la reutilización total o parcial de fuentes para crear o transmitir una historia, mientras que otros siguen una narración no lineal, y algunos pueden no contener ninguna historia. Alternativamente, un YouTube Poop puede consistir únicamente en un video existente repetido en un ciclo lento o remezclado. En muchos casos, los YouTube Poops utilizan humor absurdo que pueden entretener, confundir o irritar, dependiendo del espectador. El profesor asociado de antropología cultural en la Universidad Estatal de Kansas, Michael Wesch, ha definido los YouTube Poops como "remixes absurdos que imitan y se burlan de los estándares técnicos y estéticos más bajos de la cultura remix para comentar sobre la cultura remix".
Las fuentes de medios de YouTube Poops incluyen programas de televisión, películas, anime, dibujos animados, comerciales, videojuegos y otros videos obtenidos de YouTube o de otros lugares. A finales de la década de 2000, las escenas de los juegos lanzados en la plataforma CD-i de Philips (especialmente Hotel Mario, Link: The Faces of Evil, Zelda: The Wand of Gamelon e IM Meen) eran una fuente increíblemente común en YTP, porque la naturaleza acampanada y atroz de las animaciones las hizo maduras para la sátira. 
Los YouTube Poop son a menudo derivados en el sentido de que el trabajo de un artista (o pooper) a veces se usa como el trabajo subyacente para otro video. Lawrence Lessig, profesor de derecho en la Facultad de Derecho de Harvard, se refirió a este comportamiento como un ejemplo de llamada y respuesta dentro de una cultura remix. Alternativamente, dos Poopers de YouTube pueden participar en "YTP tennis" o "YTP soccer", en el que el mismo video se remezcla de un lado a otro.
Otro tipo destacado de video en la comunidad se conoce como "colaboración", en el que un grupo de videos de YouTube Poops se compilan para hacer un video más largo, a menudo de larga duración. La mayoría de las veces, los videos presentados están hechos exclusivamente para la colaboración y no se suben a YouTube antes del lanzamiento de la colaboración. 

## Copyright y usos
Debido al uso de materiales con derechos de autor y la forma en que se representan estas fuentes, los YTP pueden eliminarse de YouTube después de una queja de DMCA. Sin embargo, el politólogo y autor Trajce Cvetkovski señaló en 2013 que, a pesar de que Viacom presentó una demanda por violación de derechos de autor con YouTube en 2007, YouTube Poops como "The Sky Had a Weegee" de Hurricoaster, que presenta escenas de la serie animada Bob Esponja (en particular, el episodio "Shanghaied") y Weegee (una caricatura satírica basada en Luigi de Nintendo como aparece en la versión DOS de Mario Is Missing), permanecieron en YouTube.
La ley en el Reino Unido permite a las personas usar material con derechos de autor con el fin de parodia, pastiche y caricatura sin infringir los derechos de autor del material. Los propietarios de los derechos de autor solo pueden demandar al parodista si el trabajo contiene mensajes de odio o discriminación. Si el caso se lleva a los tribunales, dependerá de un juez decidir si el video cumple con estos criterios.

## Respuestas individuales
Las personas involucradas en YouTube Poops a veces se esfuerzan por eliminar los videos de Poopers porque el contenido maduro y difamatorio prevalece en ellos, especialmente si tienen una gran audiencia de niños mirando su trabajo. El poeta infantil Michael Rosen (quien afirma haberse "convertido en un culto" entre los Poopers) inicialmente intentó eliminar sus videos, pero después de algunas discusiones francas con los Poopers, decidió permitir que los videos permanecieran en línea, comparando los remixes al uso del software de edición de fotos en una entrevista posterior. Rosen emitió una advertencia en su sitio web, diciendo que: 

Muchas personas se divierten tomando mis videos y haciendo nuevas versiones de ellos, conocidos como 'YouTube Poops'. Muchos de estos no son adecuados para niños pequeños. No soy responsable por las palabras o imágenes de estos.

Puso una advertencia similar en la página "acerca de" de su canal de YouTube.